# Гран-Канария (баскетбольный клуб)
«Гран-Кана́рия» — испанский профессиональный баскетбольный клуб из города Лас-Пальмас-де-Гран-Канария (остров Гран-Канария), выступающий в чемпионате Испании.

## История

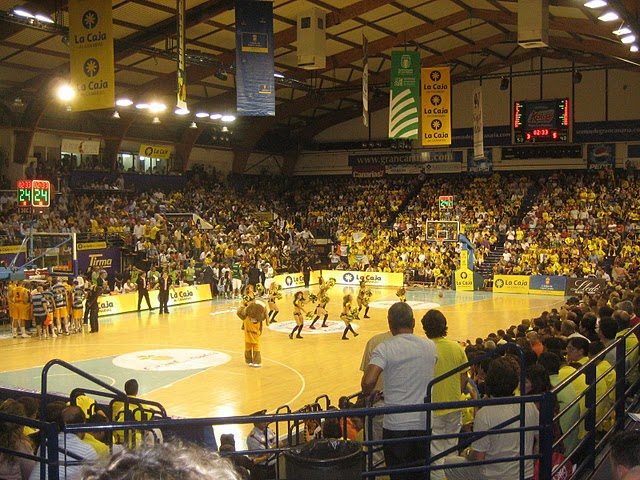
На домашнем матче «Гран-Канарии»

Клуб был основан в 1963 году в колледже Кларет под названием «Коледжио Кларет». Под этим именем клуб выступал до сезона 1984/85 во втором по значимости дивизионе Испанского чемпионата, Сегунде (в 1983 году название сменилось на Примера B). По окончании сезона, по результатам которого была завоевана путёвка в лигу ACB, клуб становится независым от колледжа и 22 мая 1985 года меняет своё название на «Кларет Лас-Пальмас».
Первый сезон в высшем дивизионе оказывается неудачным и клуб вылетает обратно в Примеру B. В течение десяти следующих лет клуб, сменивший в 1988 году название на «Гран-Канария», то возвращался в лигу ACB, то опускался рангом ниже. В 1995 году «Гран-Канария» завоёвывает в очередной раз право выступать в высшем дивизионе испанского чемпионата и с тех пор ни разу не опускалась в лигу EBA (так стала называться Примера B в 1994 году).
Клуб регулярно завоёвывает право выступать на стадии плей-офф, однако ни разу не продвинулся дальше четвертьфиналов. Наивысшим достижением является пятое место в регулярном чемпионате в сезоне 2005/06.
«Гран-Канария» неоднократно принимала участие во второстепенных европейских турнирах (Кубок Корача, Кубок УЛЕБ, Еврокубок). Наивысшим достижением для неё стал выход в четвертьфинал Еврокубка в сезоне 2009/10.

## Достижения

### Национальные турниры
Кубок Испании
- Серебряный призёр: 2016

Суперкубок Испании
- Обладатель: 2016
- Серебряный призёр: 2017

### Европейские турниры
Еврокубок
- Обладатель: 2022/2023
- Серебряный призёр (2): 2014/2015, 2024/2025

## Текущий состав
| \| Поз. \| № \| Гражд. \| Имя \| Дата рождения (возраст) \| Рост \| Вес \| Звание \| \| ---- \| -- \| ------ \| ---------------- \| ------------------------ \| ------ \| ------ \| ------ \| \| РЗ \| 3 \| \| Кевин Пангос \| 26 января 1993 (32 года) \| 188 см \| 82 кг \| \| \| З \| 4 \| \| Альберт Оливер \| 4 июня 1978 (46 лет) \| 187 см \| 84 кг \| \| \| Ф/Ц \| 7 \| \| Ситапа Саване \| 20 августа 1978 (46 лет) \| 201 см \| 103 кг \| \| \| ЛФ \| 8 \| \| Брэд Ньюли \| 18 февраля 1985 (40 лет) \| 199 см \| 93 кг \| \| \| З \| 9 \| \| Сасу Салин \| 11 июня 1991 (33 года) \| 192 см \| 86 кг \| \| \| Ф \| 13 \| \| Эулис Баес \| 18 марта 1982 (43 года) \| 201 см \| 95 кг \| \| \| ЛФ \| 21 \| \| Ориоль Паули \| 20 мая 1994 (30 лет) \| 201 см \| 84 кг \| \| \| З/Ф \| 22 \| \| Хави Рабаседа \| 24 февраля 1989 (36 лет) \| 196 см \| 93 кг \| \| \| Ц \| 23 \| \| Ален Омич \| 6 мая 1992 (32 года) \| 216 см \| 102 кг \| \| \| ЛФ \| 24 \| \| Кайл Курич \| 25 августа 1989 (35 лет) \| 193 см \| 88 кг \| \| \| ТФ \| 34 \| \| Пабло Агилар \| 2 сентября 1989 (35 лет) \| 205 см \| 107 кг \| \| \| Ц \| 44 \| \| Овидиюс Галдикас \| 4 сентября 1988 (36 лет) \| 218 см \| 109 кг \| \| \| З/Ф \| \| \| Маркус Эрикссон \| 5 декабря 1993 (31 год) \| 201 см \| 94 кг \| \| | Главный тренер - Яка Лакович Ассистенты тренера - Исраэль Гонсалес - Виктор Гарсия Легенда - (К) — Капитан команды Последнее изменение: 20 июня 2022 года |                                              |                  |                          |        |        |        |
| Поз. | № | Гражд.                                       | Имя              | Дата рождения (возраст)  | Рост   | Вес    | Звание |
| РЗ | 3 | Флаг Канады · Флаг Словении                  | Кевин Пангос     | 26 января 1993 (32 года) | 188 см | 82 кг  |        |
| З | 4 | Флаг Испании                                 | Альберт Оливер   | 4 июня 1978 (46 лет)     | 187 см | 84 кг  |        |
| Ф/Ц | 7 | Флаг Сенегала · Флаг Испании                 | Ситапа Саване    | 20 августа 1978 (46 лет) | 201 см | 103 кг |        |
| ЛФ | 8 | Флаг Австралии                               | Брэд Ньюли       | 18 февраля 1985 (40 лет) | 199 см | 93 кг  |        |
| З | 9 | Флаг Финляндии                               | Сасу Салин       | 11 июня 1991 (33 года)   | 192 см | 86 кг  |        |
| Ф | 13 | Флаг Доминиканской Республики · Флаг Испании | Эулис Баес       | 18 марта 1982 (43 года)  | 201 см | 95 кг  |        |
| ЛФ | 21 | Флаг Испании                                 | Ориоль Паули     | 20 мая 1994 (30 лет)     | 201 см | 84 кг  |        |
| З/Ф | 22 | Флаг Испании                                 | Хави Рабаседа    | 24 февраля 1989 (36 лет) | 196 см | 93 кг  |        |
| Ц | 23 | Флаг Словении · Флаг Боснии и Герцеговины    | Ален Омич        | 6 мая 1992 (32 года)     | 216 см | 102 кг |        |
| ЛФ | 24 | Флаг США · Флаг Словакии                     | Кайл Курич       | 25 августа 1989 (35 лет) | 193 см | 88 кг  |        |
| ТФ | 34 | Флаг Испании                                 | Пабло Агилар     | 2 сентября 1989 (35 лет) | 205 см | 107 кг |        |
| Ц | 44 | Флаг Литвы                                   | Овидиюс Галдикас | 4 сентября 1988 (36 лет) | 218 см | 109 кг |        |
| З/Ф | | Флаг Швеции                                  | Маркус Эрикссон  | 5 декабря 1993 (31 год)  | 201 см | 94 кг  |        |